# Coprosma buchananii
Coprosma buchananii är en måreväxtart som beskrevs av Thomas Kirk. Coprosma buchananii ingår i släktet Coprosma och familjen måreväxter. Inga underarter finns listade i Catalogue of Life.